# Padang Mutung
Padang Mutung is een bestuurslaag in het regentschap Kampar van de provincie Riau, Indonesië. Padang Mutung telt 1922 inwoners (volkstelling 2010).